# Boda de Marta Luisa de Noruega y Ari Behn

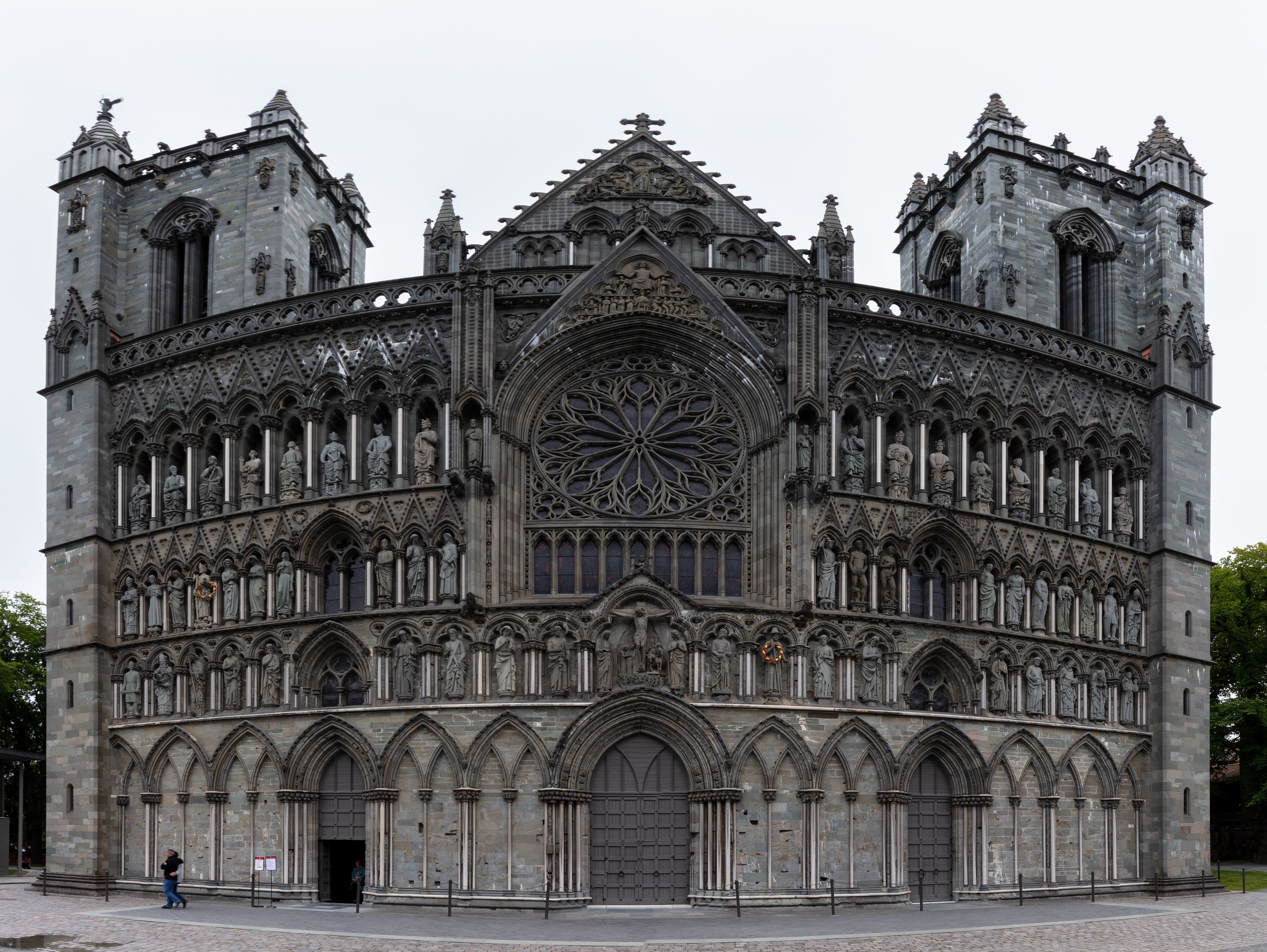
Catedral de Nidaros

La boda de la princesa Marta Luisa de Noruega y Ari Behn tuvo lugar el 24 de mayo de 2002 en la Catedral de Nidaros en la ciudad noruega de Trondheim. 

## Antecedentes
Marta Luisa era la hija mayor del rey Harald V de Noruega y la reina Sonia, sin embargo por la Ley Sálica su hermano menor, el príncipe Haakon, era el heredero. Ari era el hijo mayor del matrimonio entre Olav Bjørshol y Marianne Rafaela Solberg.

## Boda

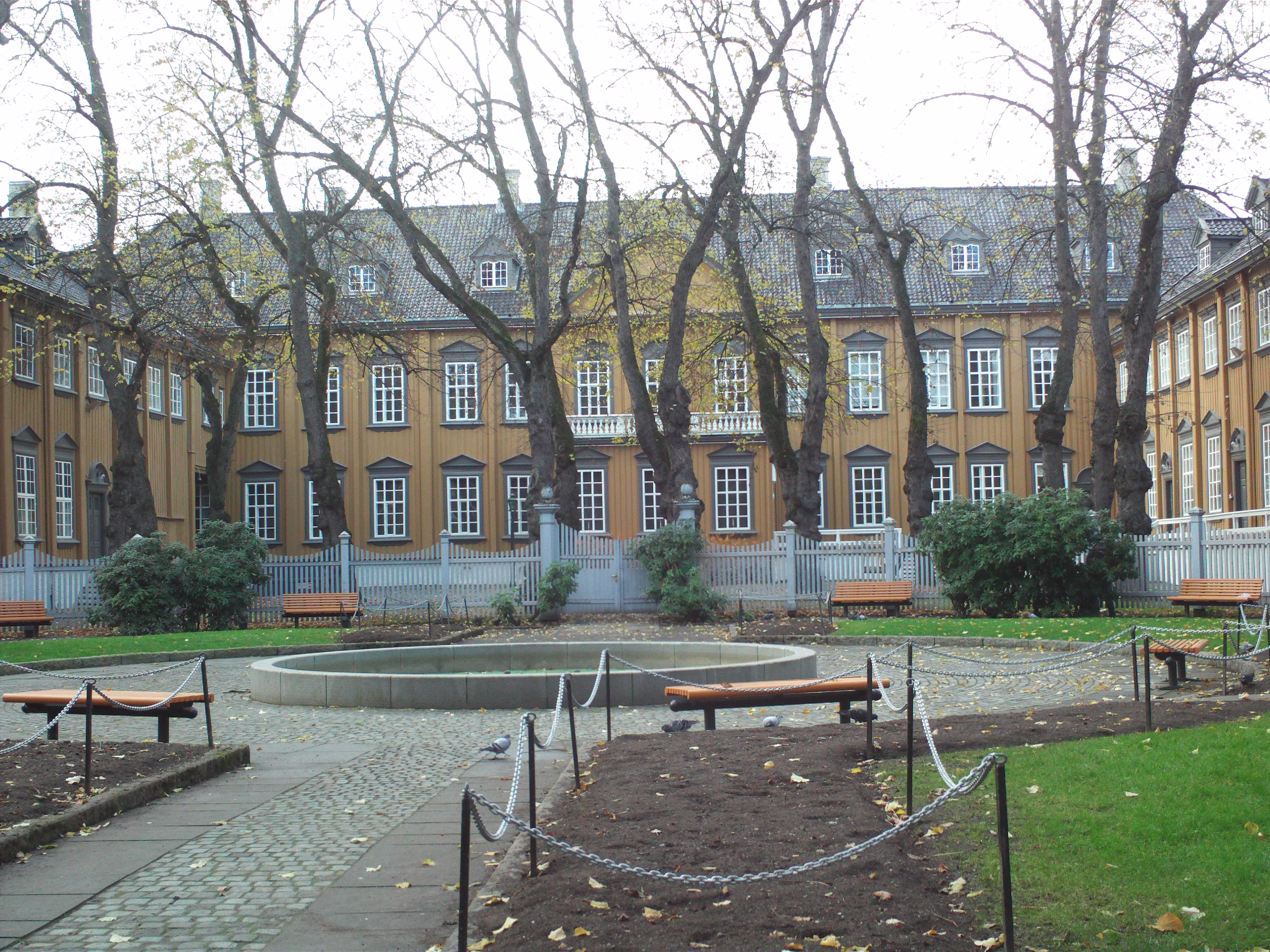
Palacio de Stiftsgården

La boda tuvo lugar el 24 de mayo de 2002 en la Catedral de Nidaros. Marta Luisa entró al templo acompañada de su padre el rey Harald V. Después de la ceremonia los novios recorrieron las calles de la ciudad de Trondheim y posteriormente se celebró un banque y baile en el Palacio de Stiftsgården.
Con esta boda la princesa Marta Luisa perdió su tratamiento de Alteza Real y dejó de tener agenda oficial.

###### Vestimenta
El vestido de novia fue de su diseñadora favorita, Wenche Lyche, con un concepto medieval compuesto por una túnica interior de escote redondo en satén marfil pálido, cubierta por un sobrevestido color pergamino. Con un cuello abierto elevado y mangas acampanadas, presentaba una cola de cuatro metros que se estrechaba en un delicado punto con forma de corazón. Llevó una tiara de perlas y diamantes que sostenía un sencillo velo blanco y combinaba con una gota de perla suspendida de una cadena de diamantes que llevaba alrededor del cuello.

## Invitados

### Familia real noruega
- Rey Harald V y reina Sonia
  - Príncipe heredero Haakon y princesa heredera Mette-Marit
- Princesa Ragnhild
- Princesa Astrid

### Casas reales reinantes

###### Dinamarca
- Reina Margarita II

###### Suecia
- Princesa heredera Victoria, duquesa de Västergötland
- Príncipe Carlos Felipe, duque de Värmland
- Princesa Magdalena, duquesa de Hälsingland y Gästrikland

- Princesa Cristina y señor Tord Magnuson

###### Países Bajos
- Príncipe heredero Guillermo Alejandro y princesa heredera Máxima, príncipes de Orange

###### España
- Príncipe heredero Felipe, príncipe de Asturias

###### Luxemburgo
- Gran duque heredero Guillermo
- Príncipe Guillermo y princesa Sibilla

###### Bélgica
- Princesa Astrid y archiduque Lorenzo de Austria-Este
- Príncipe Lorenzo

###### Reino Unido
- Conde Eduardo y condesa Sofía de Wessex

### Casas reales no reinantes
- Príncipe Nicolás de Grecia y Dinamarca
- Princesa Alejandra de Sayn-Wittgenstein-Berleburg

## Otros datos
Marta Luisa y Ari tuvieron tres hijas:
- Maud Angélica Behn (29 de abril de 2003)
- Leah Isadora Behn (8 de abril de 2005)
- Emma Tallulah Behn (29 de septiembre de 2008)

Después de numerosos escándalos se divorcian en el año 2017. Ari fallece el 25 de diciembre de 2019 a los 47 años de edad.
Marta Luisa se vuelve a casar 31 de agosto de 2024 con Durek Verrett.